# František Pivoda
František Pivoda (19. října 1824 Žeravice – 4. ledna 1898 Praha) byl učitel zpěvu a hudební kritik.

## Život
Narodil se v Žeravicích, po roce se rodina odstěhovala do Koryčan. Po smrti matky, v jeho 10 letech, se ho ujal starší bratr Kašpar. Byl fundatistou kostela sv. Jakuba v Brně, studoval na učitelském ústavu a současně navštěvoval kurs církevního zpěvu, pod vedením Josefa Dvořáka. V roce 1842 se stal učitelským pomocníkem v Zábřehu a od roku 1844 ve Vídni. Ve Vídni pokračoval ve studiu hudby. Studoval hru na klavír, kontrapunkt a zpěv. Navštěvoval Spolek pro pěstování a šíření pravé církevní hudby. V té době také začal komponovat a řada skladeb mu vyšla tiskem. Na český původ nezapomínal a úzce spolupracoval s vídeňskou Slovanskou besedou. Vyučoval zpěv děti knížete Khevenhüllera, na zámku v Komorním Hrádku u Chocerad.
Od roku 1860 se Pivoda usadil v Praze, kde založil roku 1866 Pivodovu pěveckou školu, zaměřenou na výchovu operních pěvců. Horlivě se účastnil pražského hudebního života. Byl jedním z prvních členů Umělecké besedy pěveckého sboru Hlahol. Byl redaktorem Hudebních listů, a neúspěšně se ucházel o místo učitele zpěvu na Českém vysokém učení technickém(?). Je znám svou kritikou Bedřicha Smetany, kterému vytýkal „wagneriasmus“ a „nezáživnou cizotu“.
Zemřel v Praze 4. ledna 1898. Je pochován v Koryčanech. Jeho pozůstalost je uložena ve Smetanově Muzeu v Praze.

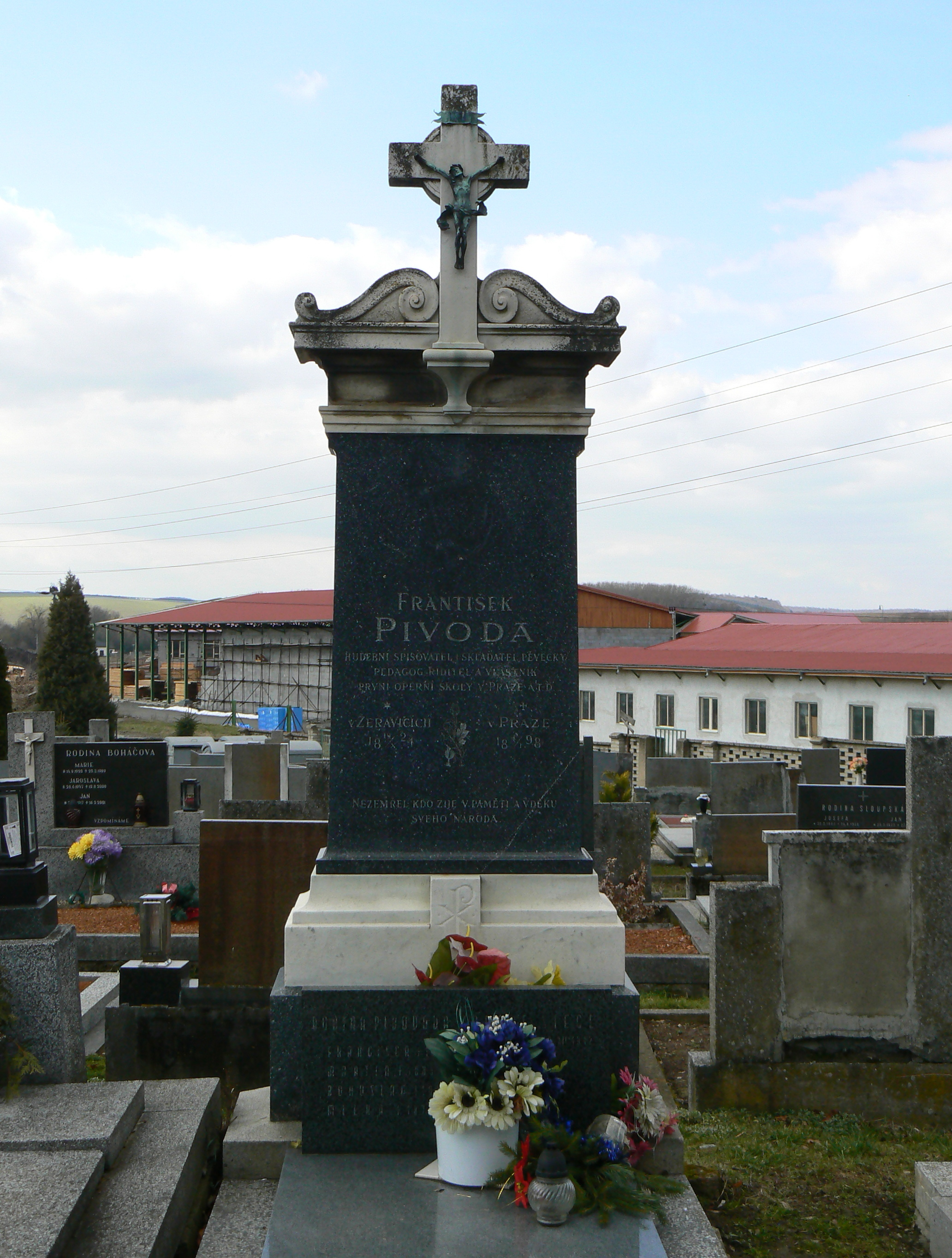
Hrob Františka Pivody v Koryčanech.

## Dílo
Pivoda zkomponoval na 150 skladeb, které jsou dnes prakticky zcela zapomenuty. Značný význam však má jeho činnost pedagogická, a to nejen pro výchovu operních pěvců, ale i pro hudební výchovu školní. Svou pěveckou metodu publikoval ve čtyřdílné Pěvecké škole:
- Zpěv jednohlasý.
- Další cvičení měkkosti, ohebnosti, plnosti hlasu a technické hbitosti.
- Pokračování ve cvičení měkkosti, ohebnosti, plnosti hlasu a technické hbitosti.
- Každodenní cvičení pro úpravu hlasu.

Jeho metoda měla velký vliv na výuku zpěvu v Čechách. Užíval jí i Leoš Janáček.
Pro školní účely vydal několik učebnic hudební výchovy a zpěvníků zpěvu. Značného rozšíření se dočkaly sbírky úprav lidových písní pro zpěv a klavír:
- Věnec z písní lidového zpěvu v Čechách, na Moravě a ve Slezsku i v Uhřích (5 sešitů, Praha 1882)
- Kytice z písní národních, znárodnělých, vlasteneckých a třiceti jiných (Praha 1882)